# Генрі Торнтон
Генрі Торнтон (англ. Henry Thornton 10 березня 1760, Лондон — 16 січня 1815, Лондон) — англійський економіст, банкір, філантроп та аболіціоніст.
Зробив значний внесок у теорію грошей. З 1782 року був членом палати громад британського парламенту. Входить до списку «Сто великих економістів до Кейнса» за версією М. Блауга.

## Життєпис
Торнтон народився у 1760 році в успішній родині банкірів, в 24 роки отримав місце в банку. За два роки до цього він виграв вибори в парламент, членом якого він залишався до кінця життя. Одружившись, він поріднився з Вільямом Вілберфорсом, лідером агітаційної кампанії проти рабства, навколо якого сформувалася група, що здобула популярність під назвою Клепхемська секта.

### Клепхемська секта
Клепхемська секта — євангельський рух в рамках Англіканської церкви, названа так через те, що багато хто з його учасників, включаючи Торнтона, жили в лондонському передмісті Клепхем. Торнтон все своє життя був активним членом Клепхемської секти, займаючись прибудовою недільних шкіл, відправленням в колонії місіонерів і передруком Біблії з метою випуску у вигляді дешевих видань.

### Робота в парламенті
Іншою стороною життя була робота в парламенті в якості експерта з проблем грошового обігу та банківської справи. Був членом кількох парламентських комітетів, які надавали звіти про стан грошового обігу, і брав участь в написанні знаменитої Доповіді про злитки в 1810 році, яке визначило характер монетарної теорії для цілого покоління.

### «Дослідження»
У своїй книзі він зробив спробу захистити Банк Англії від звинувачення, в тому що припинення готівкових платежів викликало надлишковий випуск паперових грошей, що в епоху наполеонівських війн стало причиною інфляції. Торнтон захищав банк від «монетаристських» нападок. Однак, до часу роботи в Комітеті з цінних металів його ставлення до нього стало більш критичним, і він був готовий згодитися, що деяке скорочення випуску банкнот було б бажаним. Усе ж, він ніколи не заходив так далеко, як  Девід Рікардо, в покладанні провини за інфляцію протягом воєнного часу на безвідповідальну політику Банку Англії.

## Основні твори
«Дослідження природи і дії паперового кредиту Великої Британії» (An Enquiry into the Nature and Effects of the Paper Credit of Great Britain, 1802).

## Досягнення Генрі Торнтона
Одне з досягнень Торнтона — розробка ідеї множинності платіжних засобів, в число яких, поряд з монетами і банкнотами, він включав кредитні інструменти, такі, як векселі та депозити. Не називаючи останні грошима буквально, він фактично прийшов до розширювального трактування грошей. Кроком вперед був і аналіз механізму грошового мультиплікатора — залежність розмірів кредитної надбудови від величини грошової бази (металевих монет і паперових грошей, що мають статус законного платіжного засобу).
Головне досягнення Торнтона — опис так званого непрямого механізму впливу грошової маси на рівень цін. Прямий механізм такого впливу, розглянутий Девідом Юмом та Річардом Кантільоном, базувався на металевих грошах і зводився до знецінення грошей в разі переповнення ними каналів обігу. Торнтон проаналізував аналогічний механізм для кредитно-грошового обігу, де вплив грошової маси на ціни опосередковано рівнем облікової ставки відсотка. Логіка непрямого механізму зводиться до наступних основних моментів:
- додаткова емісія банкнот знижує облікову ставку процента і полегшує кредитні запозичення;
- при рівні облікової ставки нижче нормального рівня прибутку задаються умови, при яких вигідно брати кредит і розширювати справу практично без обмежень;
- короткостроковий ефект такого розширення кредиту — посилення господарської активності («реальний» ефект);
- довгостроковий ефект розширення кредиту — номінальне зростання цін;
- зростання цін веде до зниження реального рівня нормального прибутку аж до її зрівняння з обліковою ставкою відсотка та відновлення процесів рівноваги при збільшенні рівня цін.